# Allexis
Genre
Allexis est un genre de plantes à fleurs de la famille des Violaceae.

## Liste d'espèces
Selon BioLib (12 août 2017) :
- Allexis batangae (Engl.) Melch.
- Allexis cauliflora (Oliver) Pierre
- Allexis obanensis (Baker f.) Melch.
- Allexis zygomorpha Achound. & Onana

Selon Catalogue of Life (12 août 2017) :
- Allexis batangae (Engl.) Melch.
- Allexis cauliflora (Oliv.) Pierre
- Allexis obanensis (E. G. Baker) Melchior
- Allexis zygomorpha G. Achoundong & J.-M. Onana

Selon NCBI (12 août 2017) :
- Allexis batangae
- Allexis cauliflora
- Allexis obanensis
- Allexis zygomorpha

Selon The Plant List (12 août 2017) :
- Allexis batangae (Engl.) Melch.
- Allexis cauliflora (Oliv.) Pierre
- Allexis obanensis (Baker f.) Melch.
- Allexis zygomorpha Achound. & Onana

Selon Tropicos (12 août 2017) (Attention liste brute contenant possiblement des synonymes) :
- Allexis batangae Melch.
- Allexis cauliflora (Oliv.) Pierre
- Allexis obanensis (Baker f.) Melch.
- Allexis zygomorpha Achound. & Onana